# Dogaressa

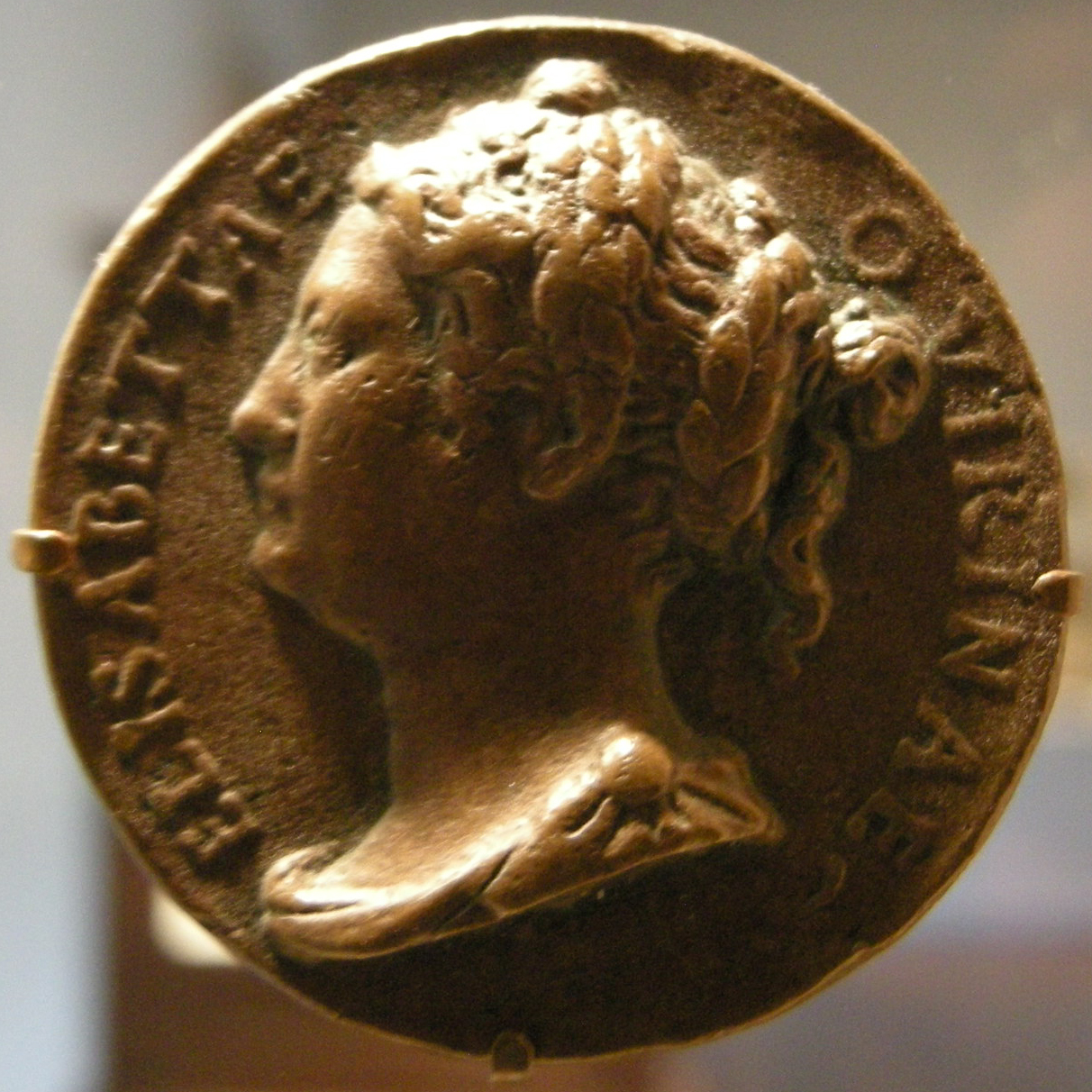
Danese Cattaneo, «Elisabetta Querini».

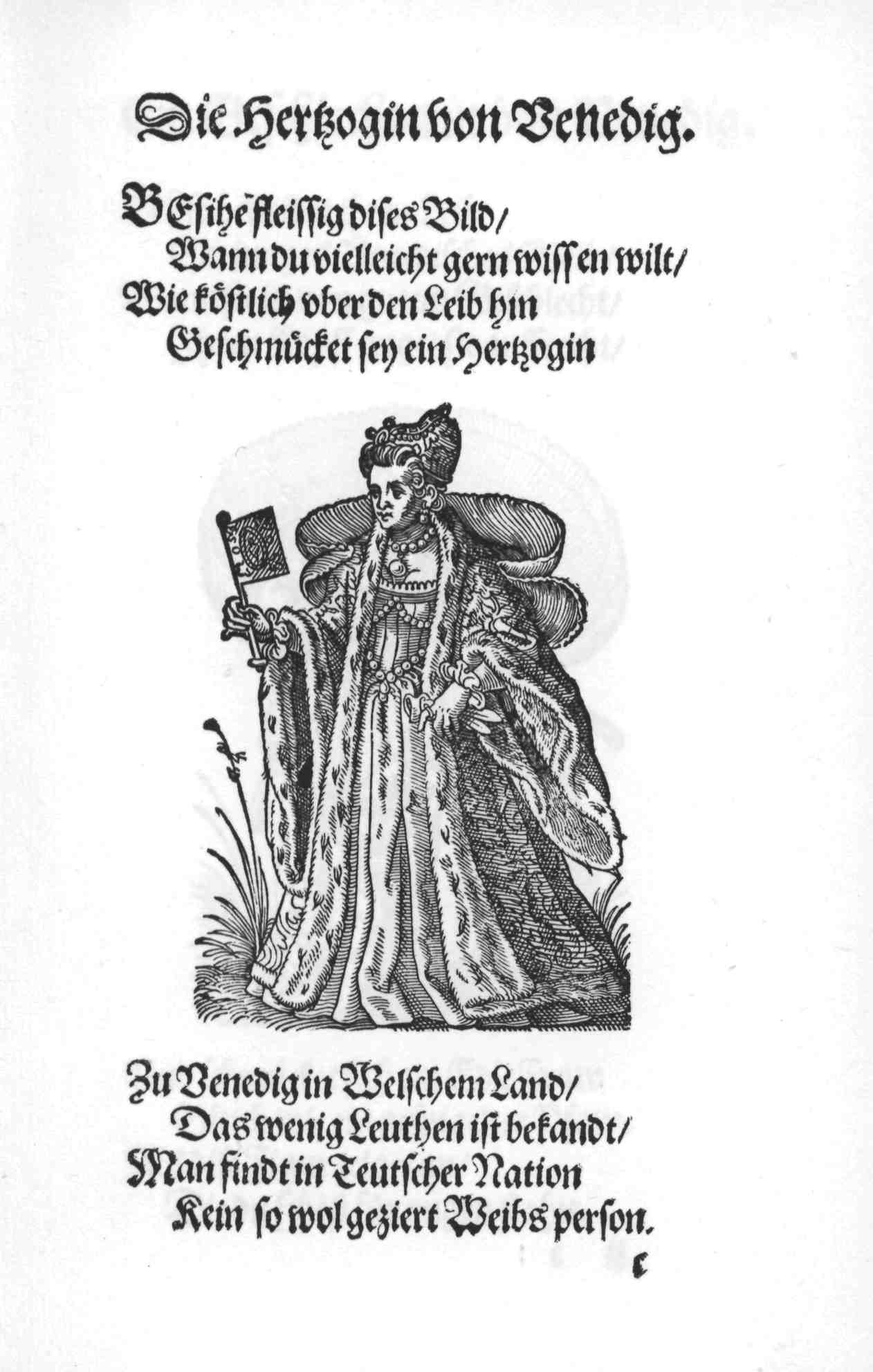
Frauen-Trachtenbuch 102

Dogaressa var den officiella titeln för gemålen till dogen i Republiken Venedig. Titeln var unik för Venedig: republiken Genuas härskare hade också titeln doge, men deras hustrur kallades inte dogaressa. Den första dogaressan uppges ha varit Carola i början av 800-talet, och den sista Elisabetta Grimani 1792.
Dogaressan blev liksom dogen krönt, gjorde ett ceremoniellt intåg i Venedig och avgav ett offentligt löfte till staten vid sin kröning. Hon bar en slöja av guldtyg och en krona i snarlik form som dogens som tecken på sin ställning. Hennes formella uppgifter var främst att medverka i ceremoniella sammanhang i statlig representation. Hon var formellt beskyddare för vissa skrån och kunde i denna roll spela en viss betydelse för köpmanskapen. Efter dogens död förväntades dogaressan tillbringa resten av sitt liv i kloster, oftast San Zaccaria-klostret. Detta var dock ingen formell regel utan endast en informell förväntan, och en del dogaressor följde inte denna norm. Formellt hade dogaressan ingen politisk makt, men i verkligheten har en del dogaressor utövat sådan, främst Felicia Cornaro. 
Dogaressans ställning varierade en del genom seklen. På 1200-talet förbjöds hon att ta emot utländska sändebud och göra offentliga donationer ensam, och 1342 utökades detta till ett förbud mot att sköta egna affärsangelägenheter. Mellan 1478 och 1556 ägde ingen kröning av en dogaressa rum, och efter kröningen av Morosina Morosini 1597 upphörde kröningen av dogaressan helt fram till 1694, då Elisabetta Querini blev den sista dogaressan som kröntes. Övriga ceremoniella uppgifter upphörde också till stor del under 1600-talet, men återupplivades för Pisana Conaro 1763. 

## Lista på Venedigs dogaressor
- 804-811: Carola (dogaressa)
- 811-827: Elena
- 827-829: Felicitas Particiaco
- 888-912: Angela Sanudo
- 942–959: Arcielda Candiano
- 959–966: Giovanniccia Candiano
- 966–976: Valdrada av Toscana
- 976–978: Felicia Malipiero
- 979-991: Marina Candiano
- 991-1009: Maria Candiano
- 1009–1026: Grimelda av Ungern
- 1075–1083: Theodora Anna Doukaina Selvo
- 1084–1096: Cornella Bembo
- 1096–1102: Felicia Cornaro
- 1102–1116: Matelda
- 1116–1130: Alicia Michele Victa
- 1130-1144: Adelasa Michiel
- 1148–1156: Sofia Morosini
- 1156–1172: Felicita Maria di Boemodo
- 1172–1178: "Cecilia" (Froyza)
- 1192–1205: Felicita Bembo
- 1205-1213: Maria Basilio
- 1213–1229: Constanza av Sicilien
- 1229–1249: Valdrada av Sicilien
- 1249–1253: Romerica (Morosini)
- 1253–1268: Loicia da Prata
- 1268–1271: Agnese Ghisi (förmodligen död före 1262)
- 1272–1275: Marchesina di Brienne
- 1275–1280: Jacobina (Contarini)
- 1280–1289: Caterina (Dandolo)
- 1289–1310: Tommasina Morosini
- 1310–1312: Agnese (Zorzi)
- 1312–1329: Franchesina da Molin
- 1329–1339: Elisabetta Contarini
- 1339–1342: Giustina Cappello
- 1342–1354: Francesca Morosini
- 1354–1355: Aluycia Gradenigo
- 1355–1356: Marina Cappello
- 1361–1365: Marchesina Ghisi
- 1365–1367: Caterina Corner
- 1368–1382: Costanza Morosini
- 1382–1382: Cristina Condulmiero
- 1382–1400: Agnese da Mosto
- 1400–1413: Marina Galina
- 1423–1457: Marina Nani
- 1457–1462: Giovanna Dandolo
- 1462–1471: Cristina Sanudo
- 1471–1472: Aliodea Morosini
- 1473–1474: Contarina Contarini Morosini
- 1474–1476: Laura Zorzi (förmodligen död före 1474)
- 1476–1478: Regina Gradenico
- 1478–1479: Taddea Michiel (d. 1479)
- 1485–1486: Lucia Ruzzini (d. 1496)
- 1486–1501: Elisabetta Soranzo
- 1501–1521: Morosina Giustinian di Pancrazio di Marco (d. 1501)
- 1521–1523: Caterina Loredan
- 1523–1538: Benedetta Vendramin (d. 1477)
- 1538–1545: Maria Pasqualigo
- 1545–1553: Alicia Giustiniani
- 1556–1559: Zilia Dandolo
- 1559–1567: Elena Diedo (traditionellt ofta kallad dogaressa, men avled före makens tillträde)
- 1567–1570: Maria Cappello (traditionellt ofta kallad dogaressa, men avled före makens tillträde)
- 1570–1572: Loredana Marcello
- 1577–1578: Cecilia Contarini
- 1578–1585: Arcangela Canali  (traditionellt ofta kallad dogaressa, men avled i själva verket 1566)
- 1585–1595: Laura Morosini  (traditionellt ofta kallad dogaressa, men avled i själva verket 1570)
- 1595–1606: Morosina Morosini
- 1618–1623: Elena Barbarigo  (traditionellt ofta kallad dogaressa, men avled i själva verket 1614)
- 1625–1629: Chiara Delfino eller Chiara Dolfin (traditionellt ofta kallad dogaressa, men avled i själva verket 1623)
- 1655–1656: Paolina Loredano
- 1656–1656: Andriana Priuli (d. 1656)
- 1656–1658: Elisabetta Pisano eller Benedetta Pisani (traditionellt ofta kallad dogaressa, men avled före makens tillträde)
- 1658–1659: Lucia Barbarigo (traditionellt ofta kallad dogaressa, men avled före makens tillträde)
- 1694–1700: Elisabetta Querini
- 1709–1722: Laura Cornaro
- 1735–1741: Elena Badoero (traditionellt ofta kallad dogaressa, men avled i själva verket 1729)
- 1763–1769: Pisana Conaro
- 1771–1779: Polissena Contarini Da Mula (ofta kallad dogaressa, men hon var dogens svärdotter inte hustru)
- 1779–1789: Margherita Dalmet
- 1789–1792: Elisabetta Grimani